# Dactylidinae
Dactylidinae es una subtribu de hierbas de la familia Poaceae. El género tipo es: Dactylis L. Tiene los siguientes géneros.

## Géneros
- Achyrodes Boehm. = Lamarckia Moench
- Amaxitis Adans. = Dactylis L.
- Chrysurus Pers. = Lamarckia Moench
- Dactylis L.
- Lamarckia Moench
- Lamarkia Moench, orth. var. = Lamarckia Moench
- Pterium Desv. = Lamarckia Moench
- Tinaea Garzia = Lamarckia Moench
- Trachypoa Bubani = Dactylis L.